# Ždánický les

Vnější Západní Karpaty, Žďánický les vyznačen červeným polem

Ždánický les je plochá vrchovina na jihu Moravy s rozlohou 470 km², součást Středomoravských Karpat. Nejvyšším bodem je vrch U Slepice (439 m n. m.), střední výška území činí 270,7 m n. m. a střední sklon necelých 5 stupňů.
Nachází se v Jihomoravském kraji na rozhraní okresů Hodonín, Břeclav, Brno-venkov a Vyškov. Sousedí s Litenčickou pahorkatinou, Dyjsko-svrateckým úvalem, Dolnomoravským úvalem a Kyjovskou pahorkatinou.
Ždánický les je domovem mnoha ohrožených a chráněných druhů, a je zde proto vyhlášeno množství maloplošných zvláště chráněných území a chráněných území soustavy Natura 2000. Dochází zde však k masovému kácení, na které v roce 2023 upozornila organizace Greenpeace.

## Geomorfologie
Geomorfologický celek Ždánický les je částí geomorfologické oblasti Středomoravské Karpaty, které jsou součástí geomorfologické subprovincie Vnější Západní Karpaty, jež jsou částí geomorfologické provincie Západní Karpaty. Hranici celku na severu (vůči Litenčické pahorkatině) tvoří řeka Litava a na jihovýchodě (vůči Kyjovské pahorkatině) z velké části Spálený potok.
Samotný Ždánický les se dělí na tři geomorfologické podcelky:
- Boleradická vrchovina (jižní a západní část, nejvyšší vrch Přední kout 410 m)
- Dambořická vrchovina (střední a severovýchodní část – většina území)
- Hustopečská pahorkatina (nesouvislý jihozápadní okraj)

Jako Ždánický les v užším smyslu se často označuje a chápe jen výrazný zalesněný hřeben mezi Bošovicemi a Koryčany, který v rámci Dambořické vrchoviny tvoří Uhřická vrchovina.

## Geologie
Podloží Ždánického lesa je tvořeno především paleogenní sedimenty ždánické a pouzdřanské jednotky vnější skupiny příkrovů. Velmi rozšířené jsou mohutné překryvy kvartérních spraší a sprašových hlín.
Geologicky pohoří navazuje na o něco vyšší Chřiby, od nichž je odděluje průlom Kyjovky.

### Těžba ropy a zemního plynu
Z oblasti Ždánického lesa pochází lehká, velmi kvalitní parafinická ropa. V roce 1973 bylo otevřeno ložisko ropy u Ždánic (maximum těžby v roce 1980 5 641 tun). V roce 1986 bylo objeveno u Dambořic jedno z největších ložisek v ČR. Jeho denní těžba představuje 55 % produkce v ČR, v širší oblasti Dambořice – Uhřice – Žarošice se těží 88 % produkce ropy ČR, která v roce 2007 činila 246 200 tun).

## Hydrologie
Celé území patří do povodí Dyje. Severní svahy Ždánického lesa jsou řadou potoků odvodňovány do Litavy (přítok Svratky), jižní svahy pak Trkmankou s přítoky Spáleným potokem, Haraskou, Hunivkami, Kašnicí a dalšími. Jihozápadní okraj odvodňuje Štinkovka (s přítokem Pradlenka) přímo do Dyje. Východním okrajem protéká horní Kyjovka.

## Klima a vegetační stupně
Ždánický les patří do oblasti s velmi teplým, suchým klimatem.
Pahorkatina leží ve 1. až 2. vegetačním stupni.

## Zemědělství a lesnictví

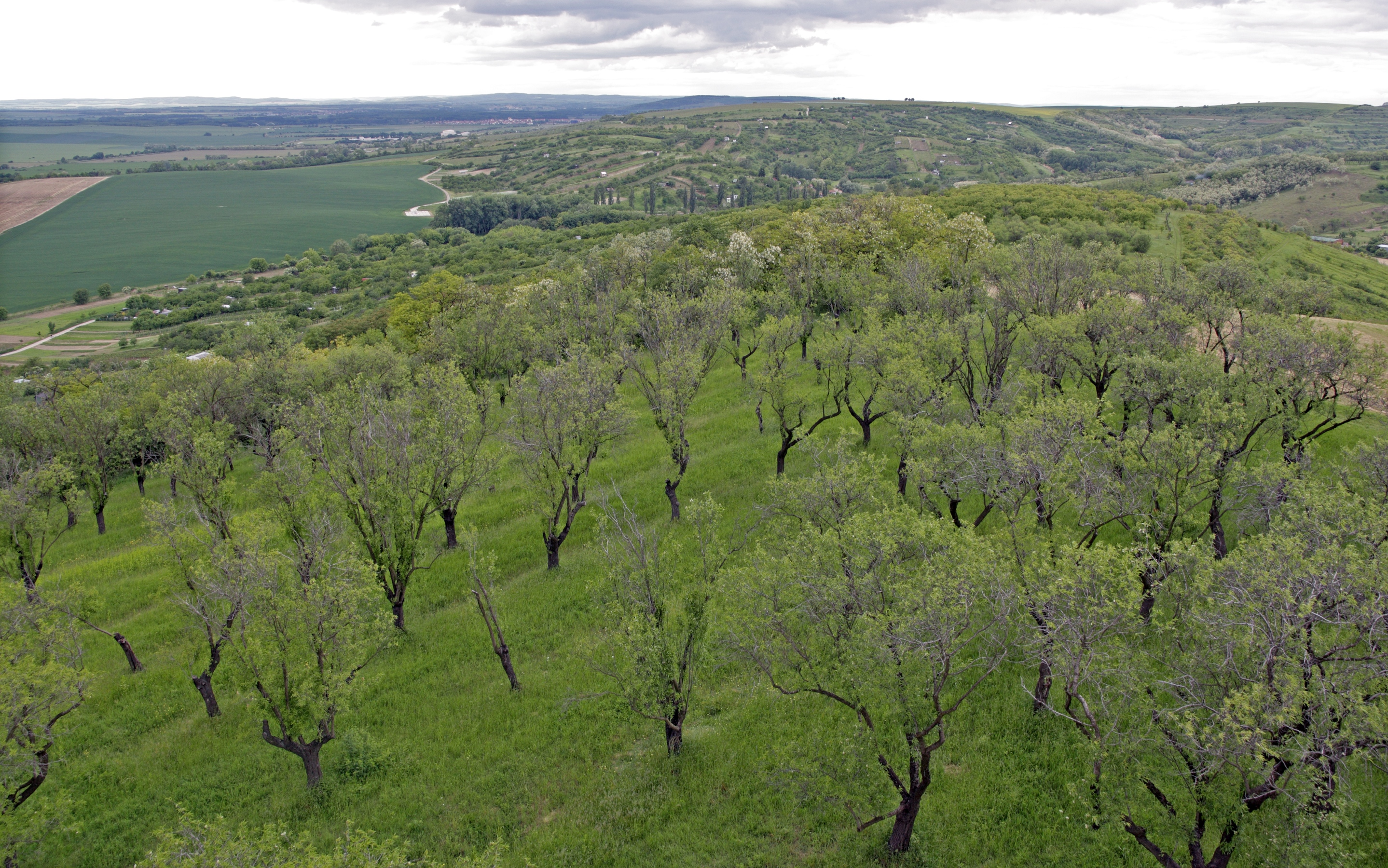
Mandloňový sad u Hustopečí

Nižší polohy oblasti jsou pro své velmi úrodné půdy využívány k zemědělství, je zde rozšířeno sadařství teplomilných druhů jako jsou meruňky a broskvoně, lze zde nalézt oskeruše či mandloně. Zejména v jižní části území se velmi daří vinohradnictví.
Lesní druhová skladba je poměrně přirozená a zachovalá, s naprostou převahou listnáčů. Souvislejší lesní porosty se vyskytují především v Dambořické vrchovině. Jsou zde jak teplomilná společenstva panonských a karpatských dubohabřin, tak i společenstva bučin ve vyšších oblastech. Také se zde vyskytují lesostepní a stepní společenstva, často zvláště chráněná.
I v chráněných území ve Ždánickém lese dochází k plošné těžbě dřeva státním podnikem Lesy České republiky, na což upozornila organizace Greenpeace. V prosinci 2023 ministr životního prostředí Petr Hladík a ministr zemědělství Marek Výborný přislíbili větší ochranu lesa, na jaře 2024 však byla opět zahájena intenzivní těžba. Česká televize o tomto postupu v roce 2024 natočila několik dokumentů v rámci investigativního bloku Nedej se.
Lesnicko-dřevařská komora České republiky spustila v červnu 2024 kampaň Hospodaříme s odpovědností. Ke kampani se přihlásily a její propagaci zaplatily Lesy ČR, začala také setkání se starosty a obyvateli v okolí Ždánického lesa. Kampaň však pro zavádějící tvrzení kritizovali v otevřeném dopise centrálním úřadům vědci z Masarykovy, Mendelovy a České zemědělské univerzity a vymezil se proti ní i ředitel Agentury ochrany přírody a krajiny ČR. O kampani proti „plošné ochraně přírody“ natočila také dokument Česká televize.

## Ochrana přírody
Na území Ždánického lesa je vyhlášeno celkem 23 maloplošných zvláště chráněných území: 1 národní přírodní památka (NPP), 9 přírodních rezervací (PR) a 13 přírodních památek (PP).
Na vyšších zalesněných polohách Dambořické vrchoviny byl vyhlášen Přírodní park Ždánický les, který zabírá asi dvě pětiny plochy stejnojmenného geomorfologického celku.

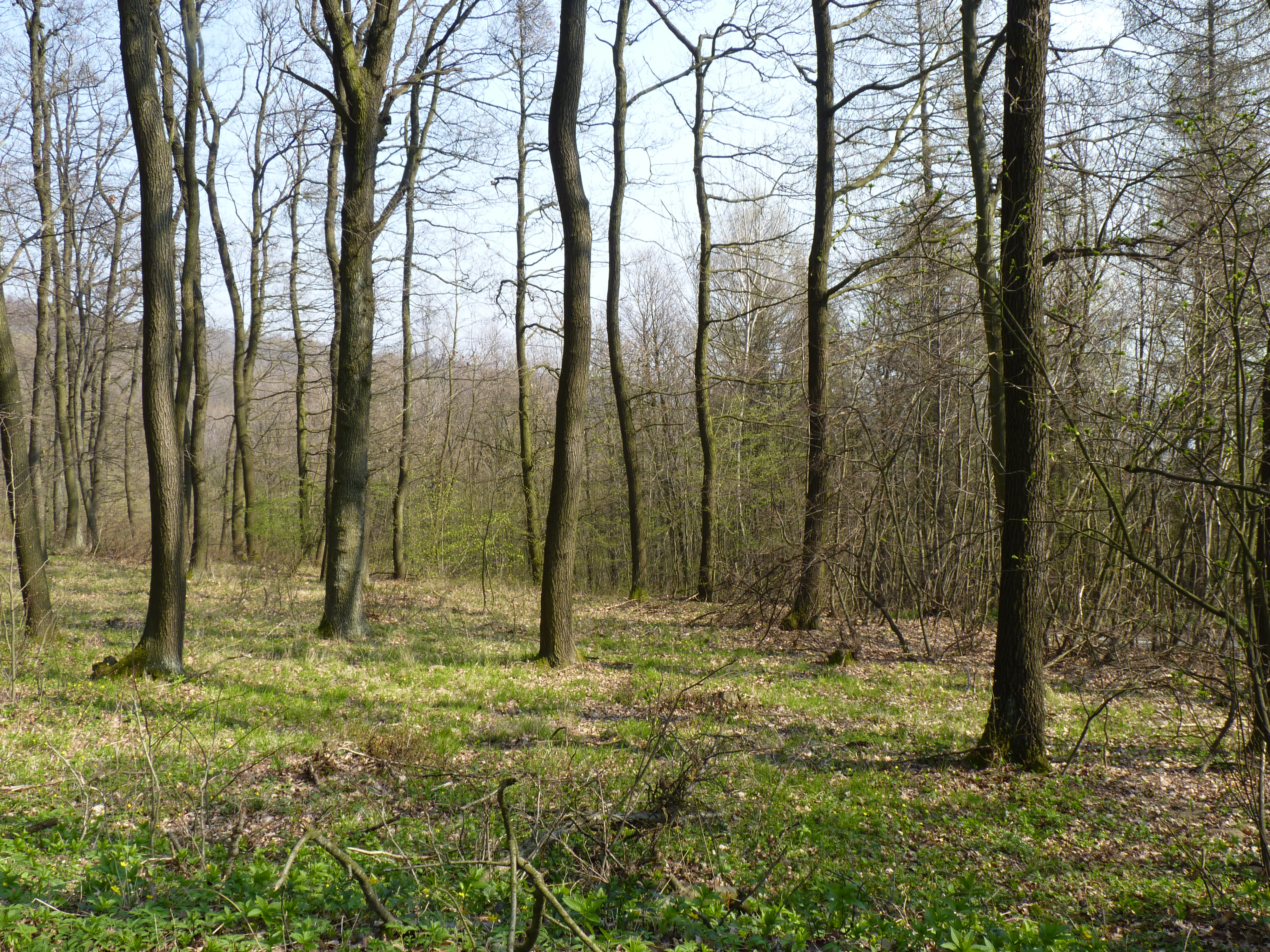
NPP Kukle

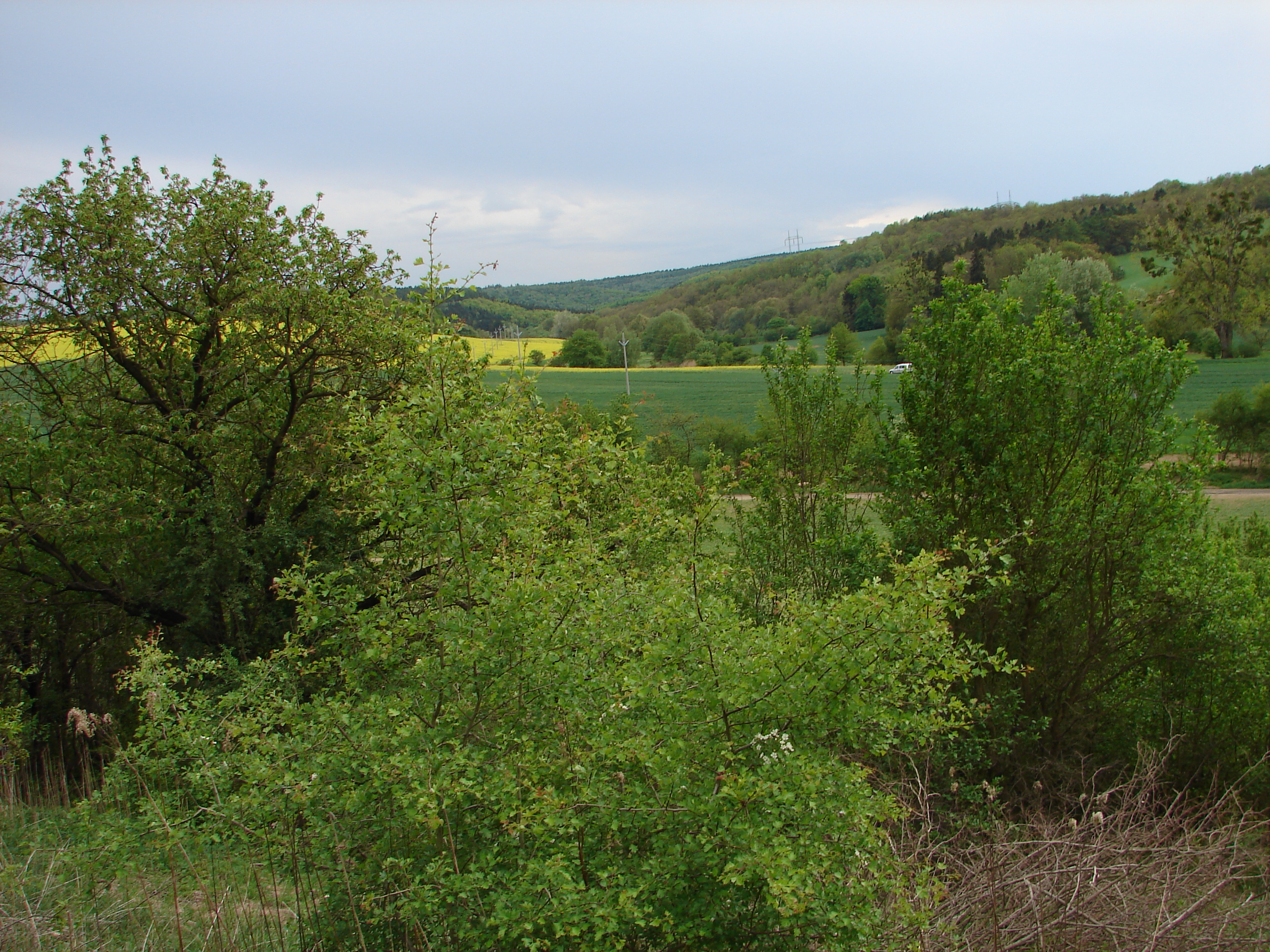
PR Mušenice

### Seznam MZChÚ ve Ždánickém lese
- NPP Kukle
- PR Hrádek
- PR Mušenice
- PR Nosperk
- PR Rašovický zlom – Chobot
- PR Šévy
- PR U Vrby
- PR Velký Kuntínov
- PR Visengrunty
- PR Zázmoníky
- PP Baračka
- PP Hochberk
- PP Hrubá louka
- PP Jalový dvůr
- PP Jesličky
- PP Kamenný vrch u Kurdějova
- PP Kobylská skála (vyhl. roku 2023)
- PP Lipiny
- PP Ochozy
- PP Polámanky
- PP Přední kopaniny
- PP Roviny
- PP Žlíbek

## Turistické zajímavosti
- Vinný lis v Boleradicích
- Tvrz Bošovice: gotická tvrz z 15. stol.
- Židovský hřbitov v Dambořicích: založen na počátku 17. stol., dochovalo se kolem 400 náhrobních kamenů, nejstarší z nich z roku 1700.
- Zámek Diváky: barokní zámek z konce 17. století, roku 1747 přestavěn a rozšířen.[9]
- Památník bratří Mrštíků v Divákách
- Lichtenštejnův památník u Zlatého jelena, Heršpice: kamenný památník ke 40. výročí vlády Johanna II. Josefa Františka z Lichtenštejna z 12. listopadu 1898.
- Památník na boj u hájenky Zlatý jelen, Heršpice, který zde proběhl 6. února 1945 mezi partyzánským oddílem Olga a nacistickým Jagdkommandem.
- Město Hustopeče s historickým jádrem a moderním kostelem
- Mandloňová naučná stezka u Hustopečí, největší mandloňové sady ve střední Evropě
- Zámek Klobouky u Brna: se začal budovat v roce 1589 jako renesanční, po roce 1820 interiéry přestavěny klasicistně.[10]
- Větrný mlýn v Kloboukách u Brna: kulturní a technická památka.
- Kostel svatého Jana Křtitele v Kurdějově: opevněný pozdně gotický kostel, jedná se o jeden z největších a nejzachovalejších opevněných kostelů v Česku.
- Vinařský mikroregion Modré hory s recesistickou Kravihorskou republikou a rozhlednou Kraví hora
- Muzeum a památník generála Františka Peřiny v Morkůvkách
- Vrch a rozhledna Nedánov
- Arboretum Němčičky
- Zámek Těšany: barokní zámek z konce 17. stol.
- Kovárna v Těšanech: ve stylu selského baroka, vybavení z přelomu 19. a 20. stol.
- Naučná stezka Zastavení v kraji vína a meruněk a rozhledna Slunečná u Velkých Pavlovic
- Větrný mlýn ve Vrbici
- Naučná stezka Motýlí ráj u Ždánic
- Zámek Ždánice: původně tvrz vybudovaná po roce 1500, v 60. letech 16. stol. Přebudovaná na renesanční zámek a v letech 1762–1789 přestavěna v barokním slohu.

## Fotogalerie

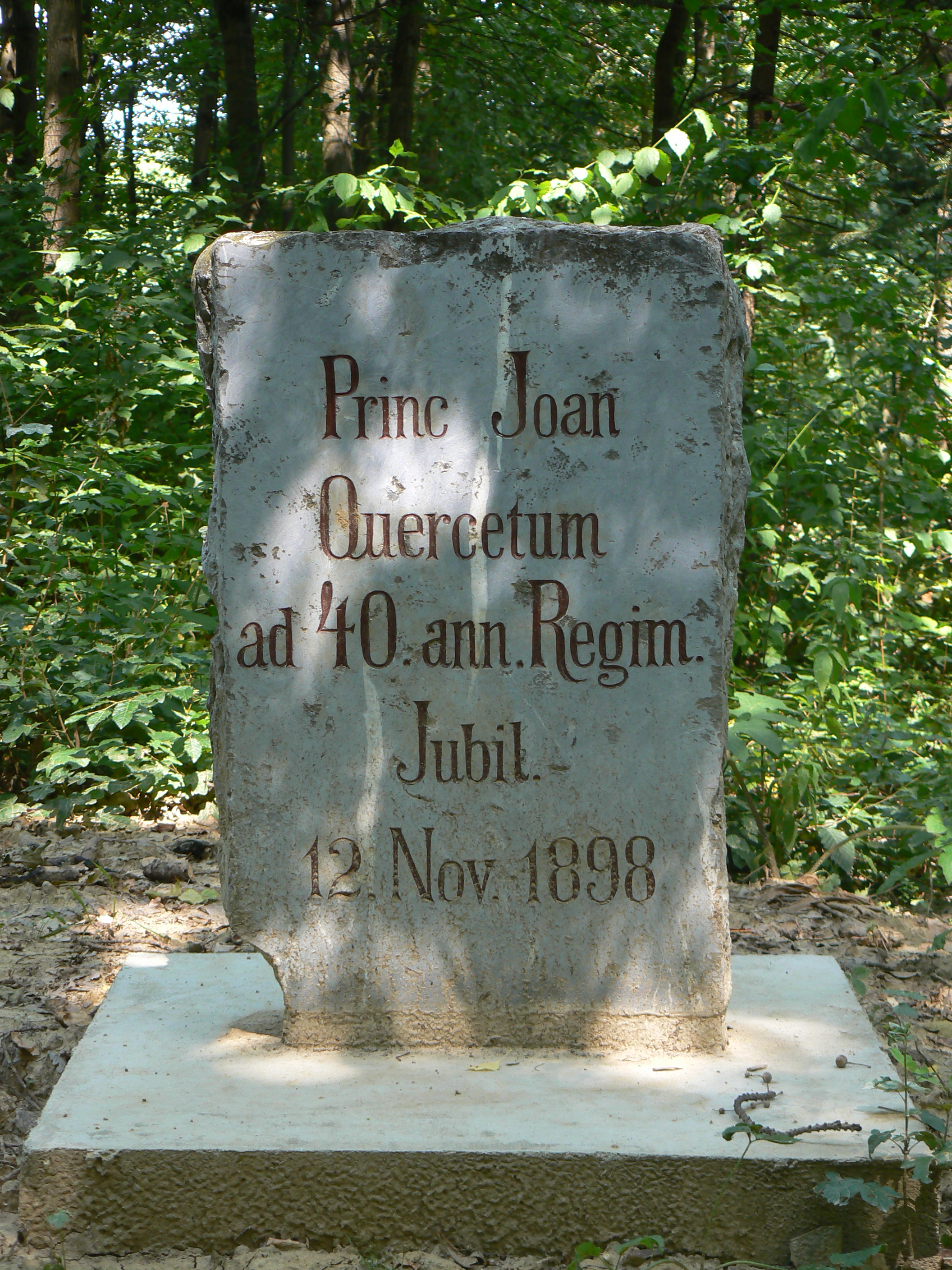
Lichtenštejnův památník u Zlatého jelena poblíž Heršpic
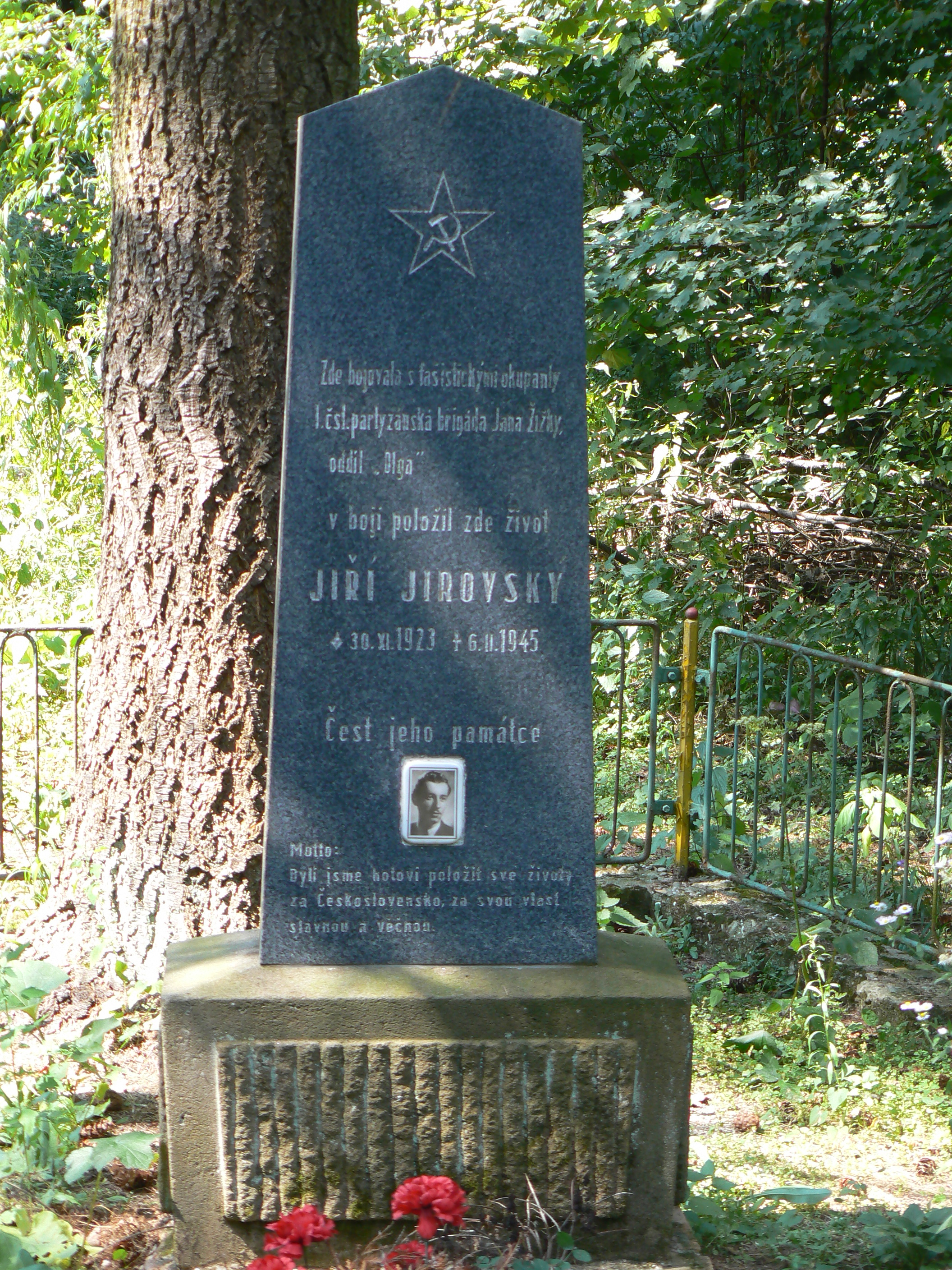
Památník na boj u hájenky Zlatý jelen poblíž Heršpic
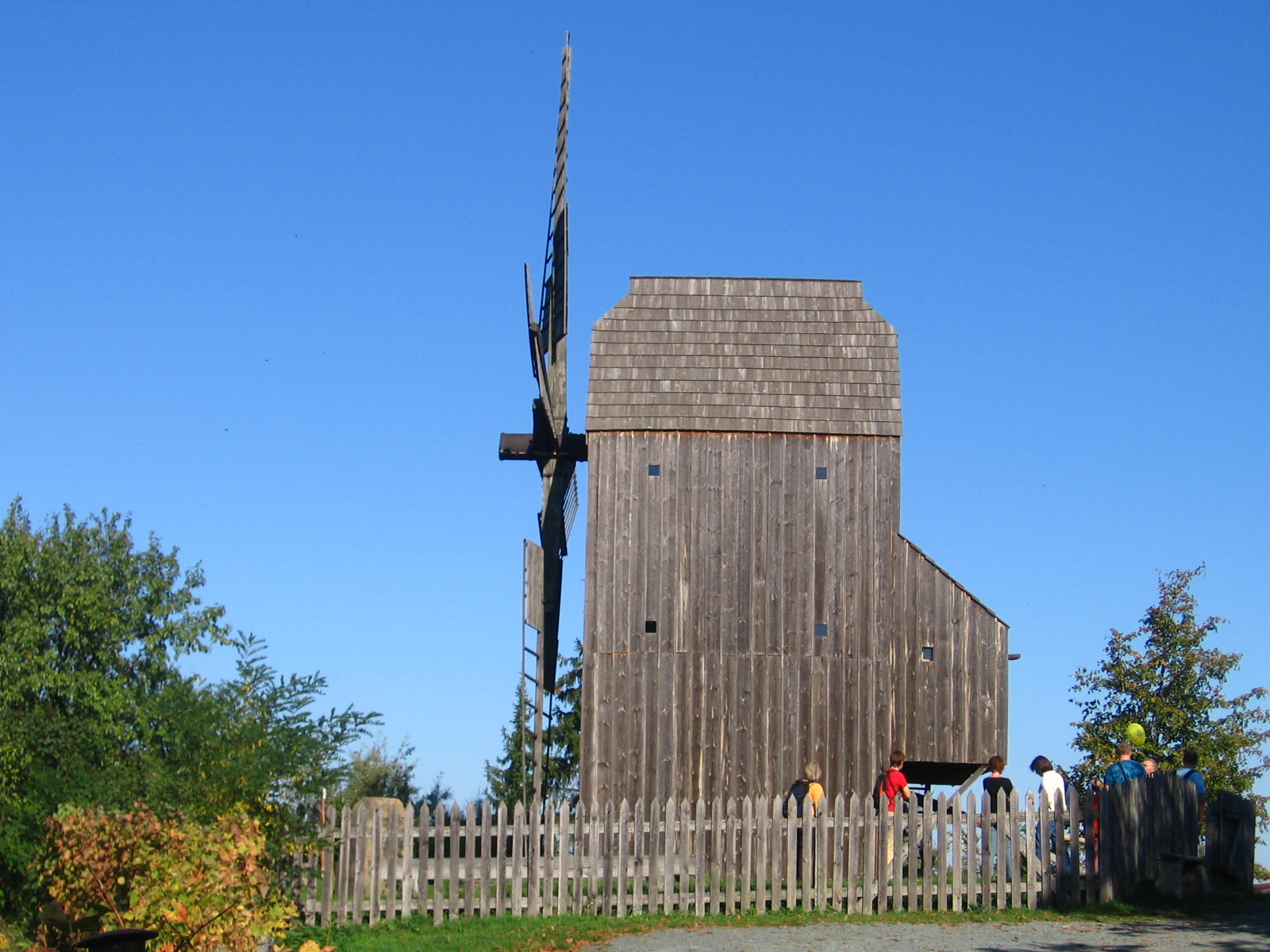
Větrný mlýn v Kloboukách u Brna
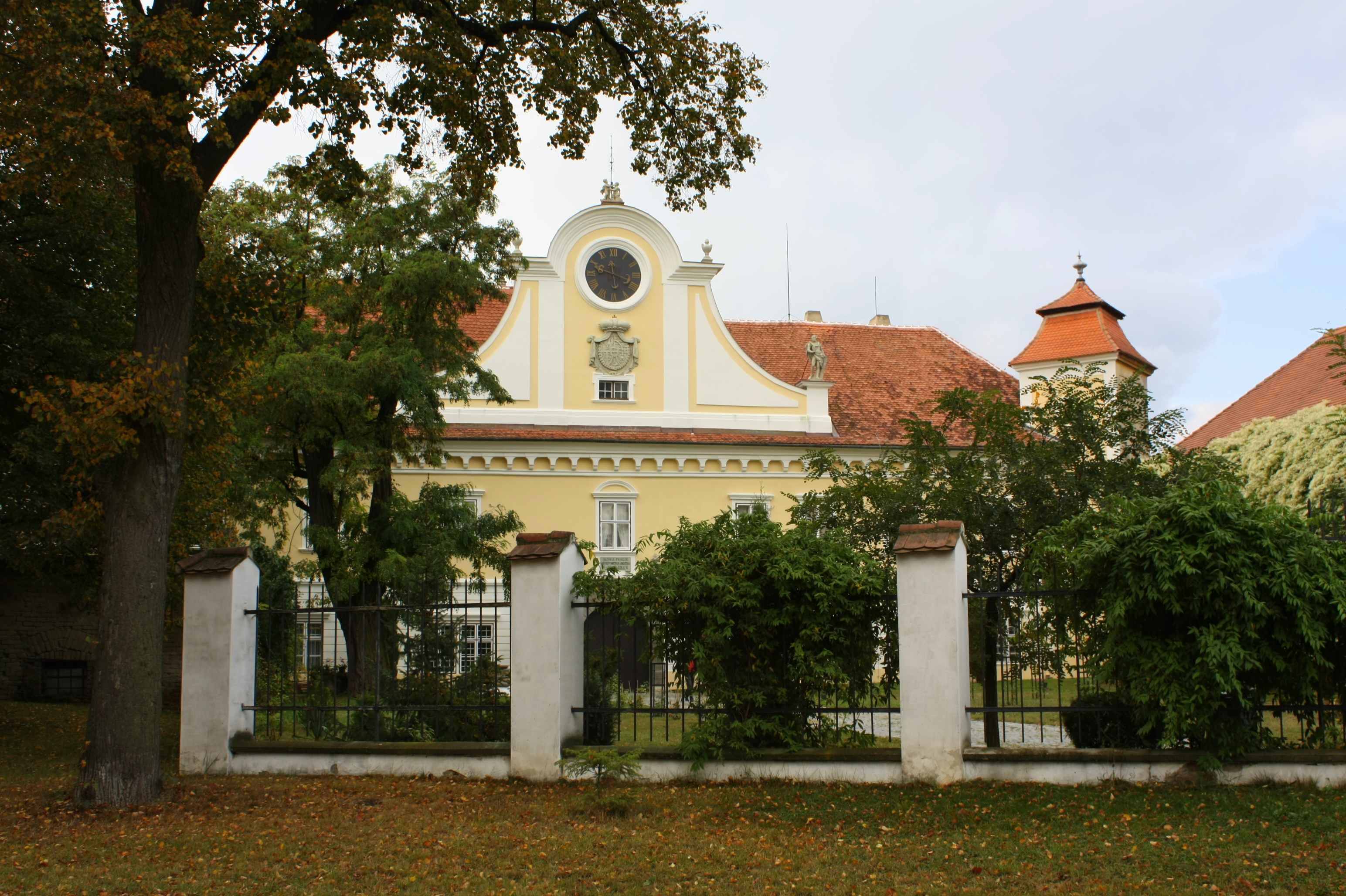
Zámek Ždánice
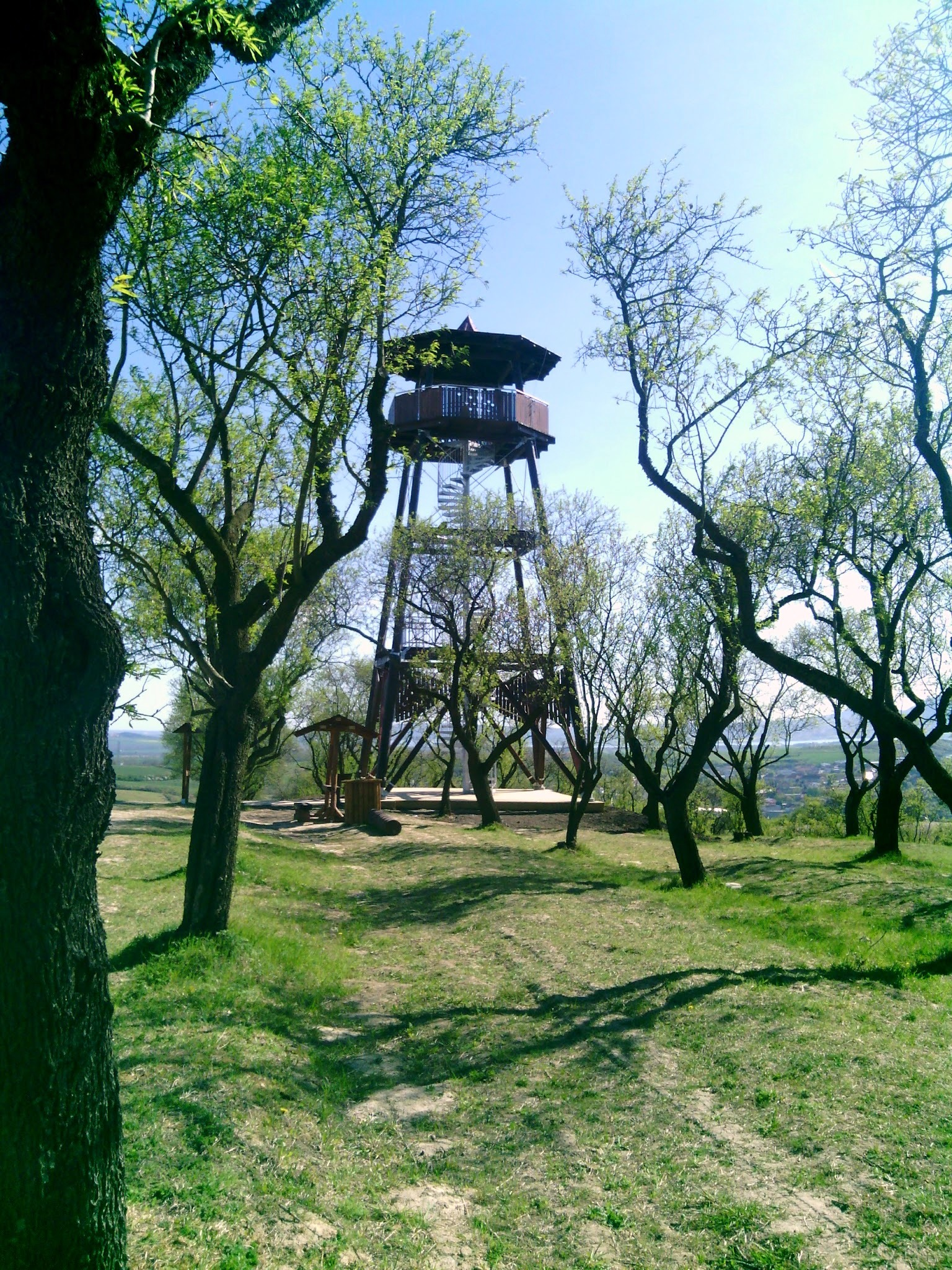
Rozhledna v mandloňovém sadu
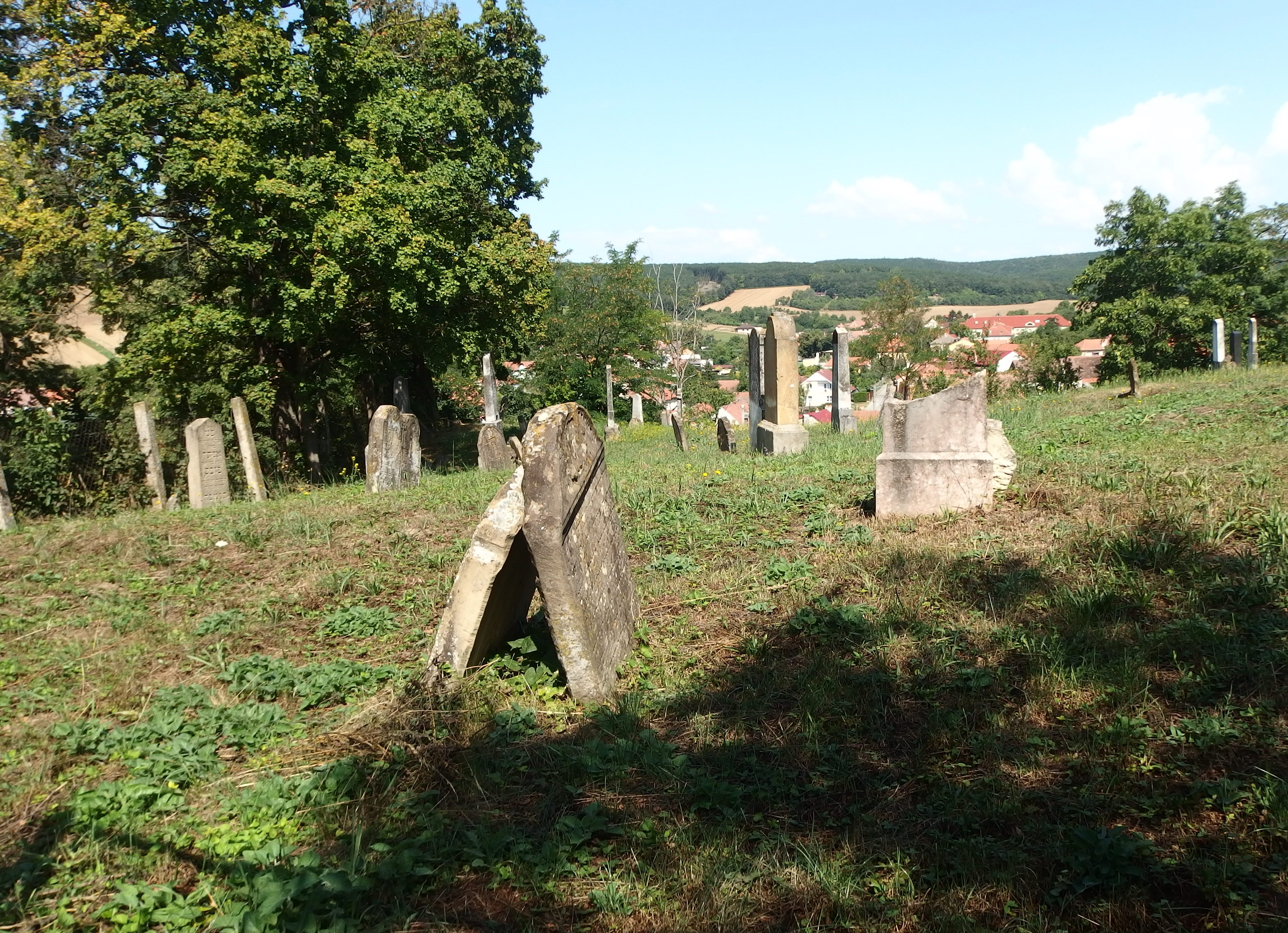
Židovský hřbitov v Dambořicích
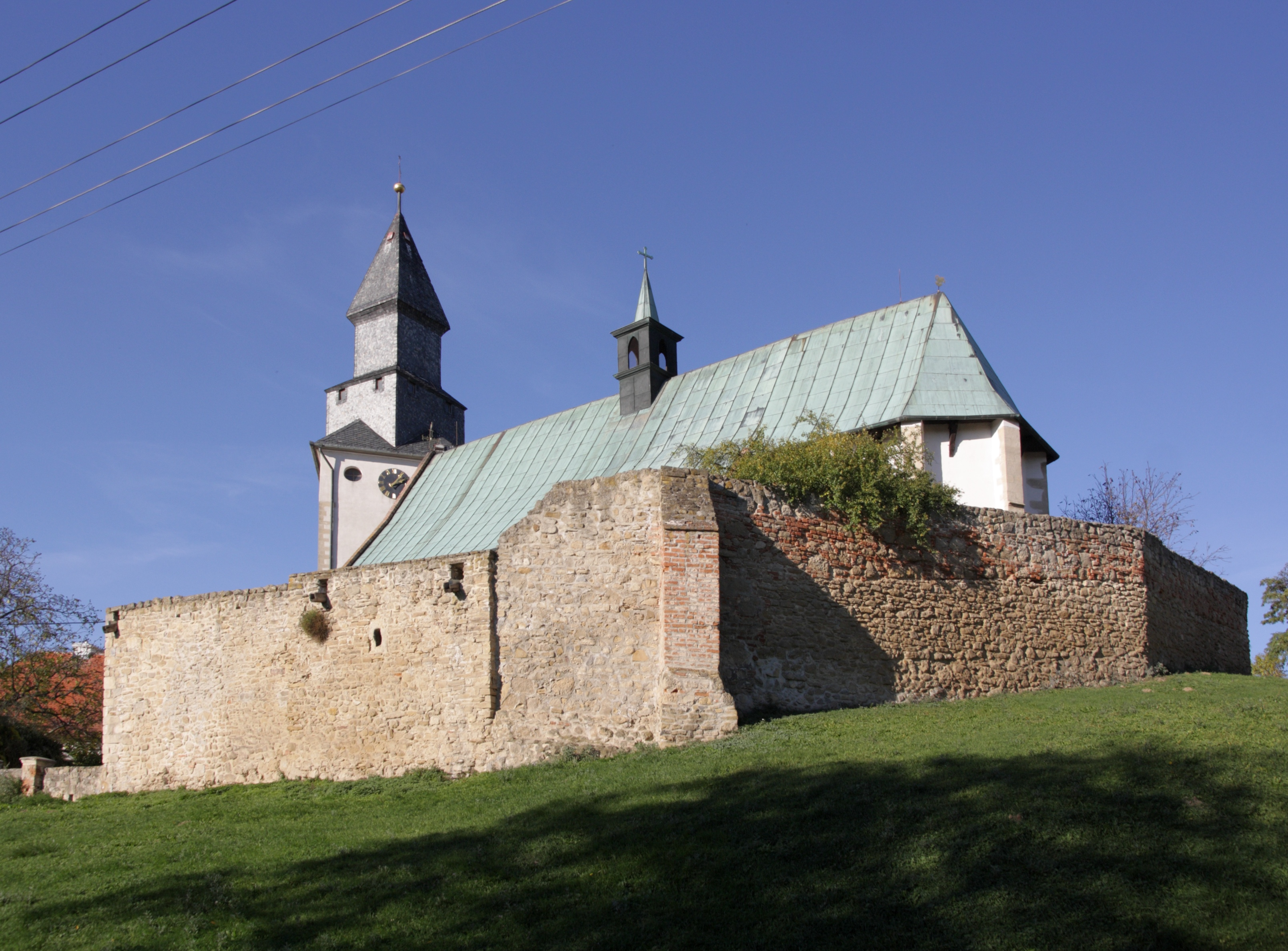
Opevněný kostel v Kurdějově
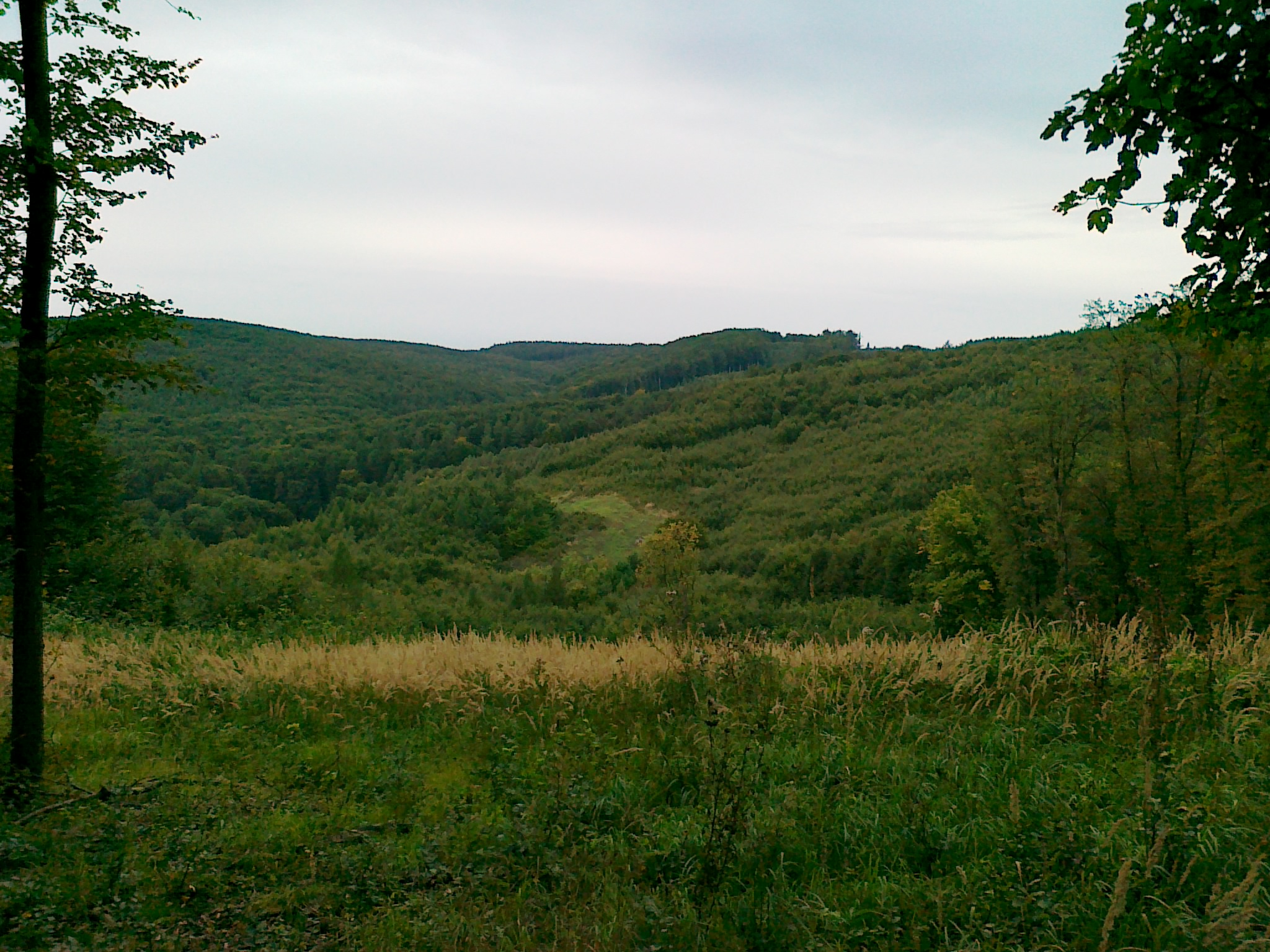
Pohled na les
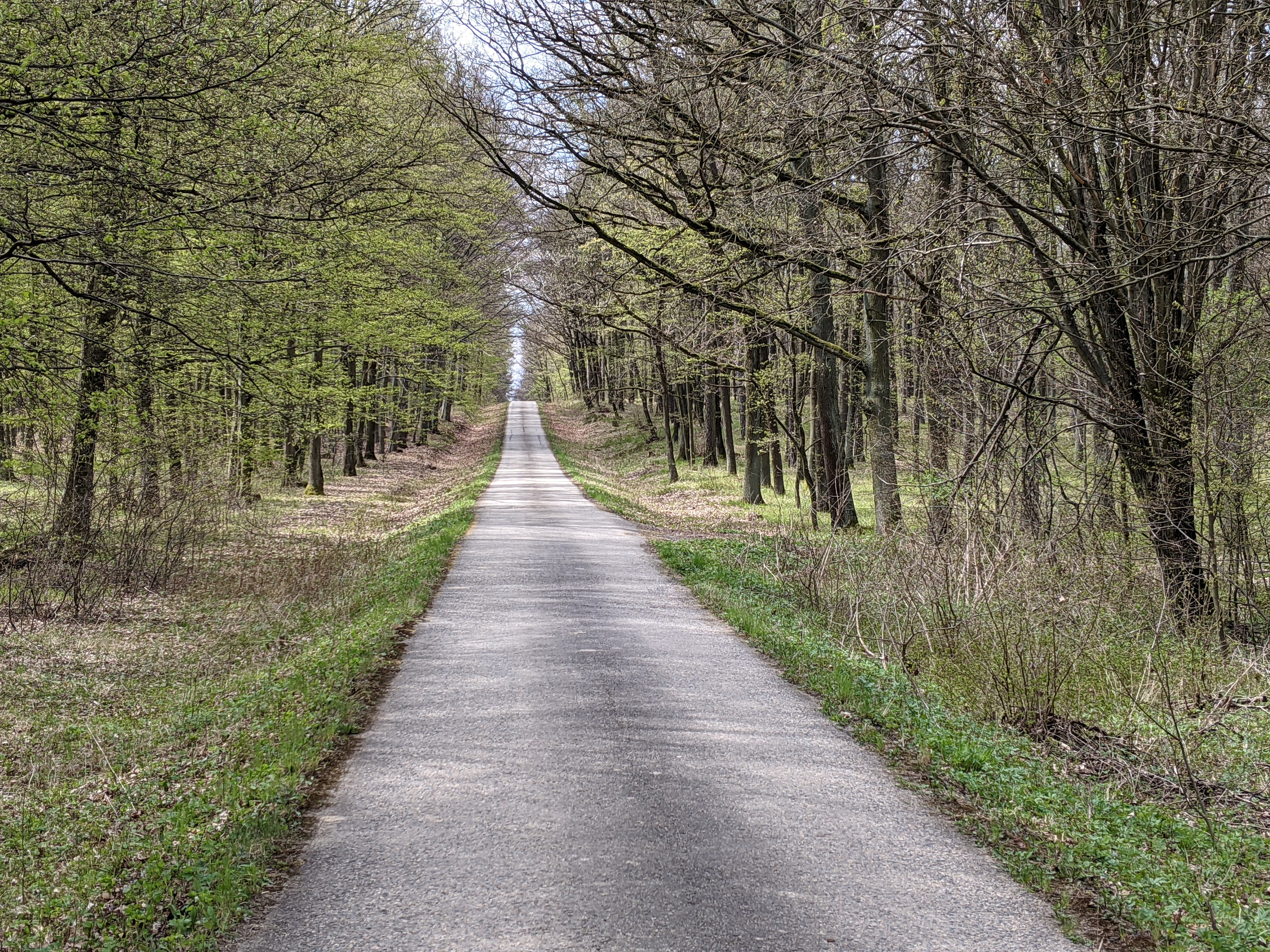
Těšanka – lesní cesta po hlavním hřebeni Ždánického lesa